# Zambia hadereje
Zambia hadereje a szárazföldi erőkből és a légierőből áll.

## Fegyveres erők létszáma
- Aktív: 21 600 fő

## Szárazföldi erők
Létszám
20 000 fő
Állomány
- 3 páncélos ezred
- 1 tüzér ezred
- 9 gyalogos zászlóalj
- 1 műszaki ezred

Felszerelés
- 30 db harckocsi (T–55, kínai 59-es típus)
- 30 db közepes harckocsi (PT–76)
- 30 db felderítő harcjármű (BRDM–2)
- 15 db páncélozott szállító jármű
- 90 db vontatásos tüzérségi löveg

## Légierő
Létszám
1600 fő
Állomány
- 2 közvetlen támogató század
- 1 szállító repülő század

Felszerelés
- 65 db harci repülőgép (kínai F–6, MiG–21)
- 16 db szállító repülőgép
- 5 db harci helikopter
- 10 db szállító helikopter